# Nogarole Rocca
Nogarole Rocca település Olaszországban, Veneto régióban, Verona megyében. Lakosainak száma 3829 fő (2023. január 1.). Nogarole Rocca Mozzecane, Povegliano Veronese, Trevenzuolo, Roverbella és Vigasio községekkel határos.

## Népesség
A település népességének változása:
| Lakosok száma | 3637 | 3638 | 3829 |
|               | 2017 | 2018 | 2023 |